# 16466 Piyashiriyama
16466 Piyashiriyama este un asteroid din centura principală de asteroizi.

## Descriere
16466 Piyashiriyama este un asteroid din centura principală de asteroizi. A fost descoperit pe 29 martie 1990 la Kitami de Kin Endate și Kazuro Watanabe. Asteroidul prezintă o orbită caracterizată de o semiaxă mare de 2,68 ua, o excentricitate de 0,12 și o înclinație de 12,0° în raport cu ecliptica.